# دیالکتیک منفی
دیالکتیک منفی (به آلمانی: Negative Dialektik)یکی از کتاب‌های فیلسوف آلمانی تئودور آدورنو است که در سال ۱۹۶۶ منتشر شده‌است.

## خلاصه
آدورنو تلاش می‌کند فرایند فلسفی که تحت عنوان دیالکتیک شناخته می‌شود را به روز کرده و آن را از ویژگی‌هایی که پیشتر به آن نسبت داده می‌شد و به باور خودش غیرواقعی بودند، آزاد کند. برای هگل، دیالکتیک فرایند این ادراک بود که چیزها نفی خودشان را هم در خود دارند و از طریق این درک، بخشها در قالب چیزی بزرگتر رو به زوال می‌گذارند. دیالکتیک آدورنو این عنصر مثبت را نفی می‌کند که در آن نتیجه چیزی بزرگتر از بخش‌ها هستند و به دنبال دیالکتیکی است که چیزی اساساً منفی را تولید می‌کند. خود آدورنو در این بار می‌نویسد:
"دیالکتیک منفی عبارتی است که سنت را مورد تمسخر قرار می‌دهد. حتی در زمان افلاطون، دیالکتیک یعنی رسیدن به چیزی مثبت از طریق نفی؛ شخصیت فکری نفیِ نفی" بعدتر است که به عبارتی موجز تبدیل می‌شود. این کتاب تلاش دارد، بدون کم کردن از آن وضعیت معین بودن دیالکتیک، دیالکتیک را از چنین ویژگی‌های خوش‌بینانه ای رها کند."